# プシケ (小惑星)
(16) プシケ （英語: 16 Psyche、ラテン語読み）、もしくは サイキ （英語発音 /ˈsaɪkiː/ から）は、太陽系の小惑星帯（メインベルト）内を公転している小惑星のひとつである。1852年3月17日にイタリアの天文学者であったアンニーバレ・デ・ガスパリスによって発見された大型のM型小惑星であり、ギリシア神話に登場する女神プシューケーに因んで命名された。接頭辞の (16) は小惑星番号であり、16番目に発見された小惑星であることを意味する。プシケは既知のM型小惑星の中で最大かつ最も質量が大きく、最も質量が大きい小惑星の上位10個の1つである。平均直径は約 220 km で、小惑星帯の全質量の約 1% を占めている。プシケは太陽系形成時の原始惑星の核が露出した天体であるという仮説が歴史的に立てられていたが、最近の多くの研究ではその可能性はほぼ否定されている。プシケは、2023年10月13日に打ち上げられ、2029年に到着予定である同一表記の宇宙探査機サイキによって探査が行われる予定で、金属を多く含んだM型小惑星としては初めて接近探査が行われる小惑星となる。

## 特徴

### 大きさ

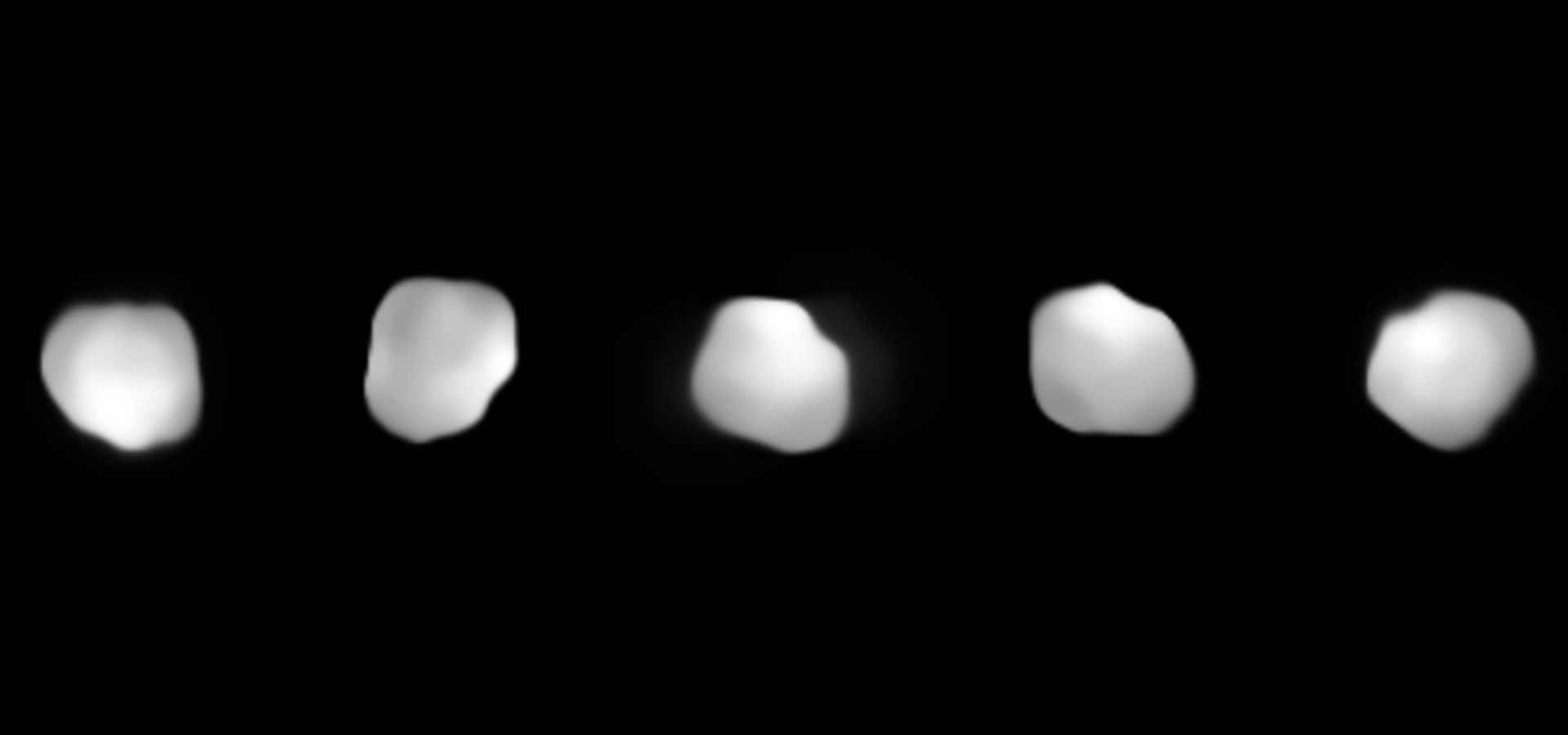
超大型望遠鏡VLTによって撮影されたプシケの多方面画像

最初の推定されたプシケの大きさは 253 km で、IRASの熱赤外線放射観測から得られた値であった。これは現在知られている大きさの平均値より 15% 大きいが、この測定時はプシケが自転軸をほぼ地球に向けている状態で観測されていたため、このときの地球に向けていた面の大きさの推定値がIRASによる観測から求められていたことが後に判明した。
2004年と2010年、2014年、2019年に発生したプシケによる恒星の掩蔽観測では、異なる地点における観測結果から示される複数の弦のデータセットを生成させることに成功しており、補償光学イメージングと3次元モデリングとともにプシケの平均直径の推定に使用されてきた。最近のモデルでは全て、等価体積における平均直径は 222 ± 3 km 程度に収束している。

### バルク密度と質量
プシケは、明確に観測できるほどその重力によって他の小惑星の軌道を変化させることができる質量を持っており、これを質量の推定値の計算に用いることができる。プシケの質量として歴史的に用いられてきた値は、1.6×1019 kg から 6.7×1019 kg までの範囲であった。しかし、最も最近の推定値では (2.287 ± 0.070)×1019 kg という値の周辺に収束してきている。平均体積を (5.75 ± 0.19)×106 km3 であると仮定すると計算されるバルク密度 (Bulk density) は 3.977 ± 0.253 g/cm3 となり、ほとんどの太陽系小天体が持つ密度よりもかなり大きな値が算出される。2020年には、4 g/cm3 を超えるとする研究結果も公表されている。

### 形状と自転軸
最初に公開されたプシケ3次元形状モデルは、多数の光度曲線分析から導き出されたものであった。それ以来、光度曲線の反転や補償光学観測、レーダー観測、サーマルイメージング (Thermal imaging)、掩蔽観測に基づいて、プシケの形状に対する更なる観測結果の改良が行われてきた。最新のモデルでは、プシケの形状はヤコビ楕円体と一致しており、三方向の寸法が 278 km x 238 km x 171 km の前後数 km 以内であることが示されている。
各形状モデルにおいては、北極が向いている方向（自転軸）の推定値も示されている。最近のモデルではすべて、プシケは黄道座標における黄経35度、黄緯-8度周辺を指している自転軸を中心に自転することが示唆されており、その不確実性は3度となっている。これは、プシケが基本的に黄道面に向けた状態で傾いており、その赤道傾斜角が98度となっていることを意味している。

### 地形

NASAによって描かれたプシケの想像図

プシケはその地表において多くの地形が報告されている。その中で最も大きいのは、形状に最も適合する名目上の楕円体 (nominal ellipsoid shape) に比べて質量が不足している領域であり、(4) ベスタの地表に存在しているレアシルヴィア盆地と類似している。
この大規模な質量減少地域に加えて、プシケの表面にはいくつかの明確な衝突クレーターの存在が報告されている。超大型望遠鏡VLTに搭載されている補償光学観測機器SPHEREを用いて観測を行った研究者らは、プシケの表面に直径が90 km 程度の2つの大型クレーターが存在していると報告した。これらの地形は暫定的に、アプレイウスのラテン語小説『黄金の驢馬』に登場する双子の魔女に因んで Meroe と Pantia と命名された。アレシボ望遠鏡を用いて観測を行った研究者らは、南極付近、南中緯度地域、および北極付近にクレーター状の地形が存在していることを報告しており、それぞれのクレーターは Delta、Eros、Foxtrot と呼称されている。いくつかの独立した形状モデルから示されるプシケの地形を分析した結果では、Pantia と Eros はほぼ確実にクレーターとして存在しており、Foxtrot も実在する可能性が高いことが示唆されている。しかし、Delta と Meroe についてはクレーターであると完全に認めるには不確実性が残されている。
初期の光度曲線研究では、プシケの表面の明るさには大きなばらつきがあることが示唆されていた。この明るさの変動は、光度曲線を反転させて形状モデルを生成させる試みが行われたことでさらに明白になった。光度曲線反転に基づいた最新の形状モデルでは、表面のアルベドの変動を同時に示すことにも成功しており、結果として得られるプシケ表面の地図には、局所的にアルベドが全体平均とは 20% 以上も異なる領域が示されている。特に、Meroe は平均よりも 8% も暗い地域となっており、Pantia は平均よりも 7% 明るい地域となっている。
アレシボ望遠鏡によるレーダー観測により、プシケのレーダーアルベドのバックグラウンド値は {\displaystyle {\hat {\sigma }}_{OC}} = 0.27 ± 0.03 となっており、(21) ルテティアなどの他のM型小惑星と同等の値が示されている。この値は、金属相が豊富なケイ酸塩（岩石質）から成るレゴリスと一致している。しかし、プシケの表面にはレーダーアルベドがこの値のほぼ2倍を示す地域が少なくとも3ヵ所あり、これらの地域には金属相が高濃度で存在していることを示唆している。これらの地域のうち1つは光学的に明るいことが知られている Pantia に対応する領域に存在しており、他の2つも光学的に明るいと報告されている領域に存在している。プシケの光学的アルベドとレーダーアルベドの間に見られるこの明らかな相関関係は、金属含有量の高い領域とより明るい地形を作り出すプロセスとの間に関連があるという仮説に繋がっている。

### 組成
これまでに知られているプシケのかさ密度（3.9 ± 0.3 g/cm3 前後）の値はプシケ全体を構成する組成の種類や割合に制約を課すことができる。ほとんどの鉄隕石に含まれる鉄やニッケルのかさ密度は 7.9 g/cm3 となっている。プシケが初期の微惑星の核部分が残された天体とする場合、全体のおよそ 50% が空洞になっている必要があるが、プシケの大きさを考えると、これはとてもあり得そうにないと考えられている。しかし、エンスタタイト・コンドライトやBencubbinite、メソシデライトを含む、金属を多く含んだ他の種類の隕石はプシケに組成が似ている可能性が示唆されており、それぞれがプシケと同様のかさ密度を持っている。
何人かの研究者らは、プシケの表面にケイ酸塩鉱物が存在していると報告している。マウナケア天文台にあるNASA赤外線望遠鏡施設で2016年10月に撮影されたプシケのスペクトルからは、水和ケイ酸塩の存在を示唆する可能性のある小惑星にみられるヒドロキシ基イオンの証拠（波長が約 3 μm の領域を吸収）が示された。プシケは水が存在しない乾燥した条件下で形成されたと考えられているため、ヒドロキシ基はより小さな炭素質小惑星が過去にプシケへ衝突したことを介してプシケにもたらされた可能性がある。
プシケのレーダーアルベドの値は表面上で大きく異なっていて、その範囲は 0.22 ～ 0.52 に及んでおり、これは小惑星帯に存在している小惑星の2倍から4倍となっている。レーダー反射のモデルでは、この範囲の値だとレゴリスのかさ密度である 2.6 ～ 4.7 g/cm3 に相当する。この範囲は、上記の金属が豊富なほとんどの種類の隕石およびケイ酸塩鉱物の分光観測から検出される値と一致しており、内部がとても多孔的でない限り、純粋な鉄やニッケルで出来たレゴリスとは矛盾している。

### 起源
プシケの起源にはいくつかの仮説が提唱されている。その中で最も初期のものは、プシケは元々の直径が約 500 km と現在よりも大型で内部が分化した母天体に地殻とマントルを剥ぎ取らせるような天体衝突が発生し、それによって中心部の金属核が露出して残されたものであるという説だった。この仮説の別の解釈には、1回の大規模な天体衝突の結果でこうなったのではなく、同等またはそれ以上の大きさの天体と比較的遅い速度で横滑りするような形での衝突が複数回（3回以上）起きた結果であるという見解も含まれている。しかし、質量と密度の推定値が、衝突の結果として残される核の予想値と一致しないため、この理論は最近では受け入れられなくなってきている。
2つ目の仮説は、プシケが天体衝突で破壊された際に、重力によって金属とケイ酸塩の混合物が再度降着して現在のプシケとなったというものである。この場合、プシケは石鉄隕石の一種であるメソシデライトの母体である天体の候補となる可能性がある。
3つ目の仮説は、プシケは(1) ケレスや(4) ベスタのように内部が分化された天体である可能性があるが、高温だった形成時からまだ冷却している間に「鉄の火山活動 (ferrovolcanism)」としても知られる、鉄などがマグマとして噴出されるという一種の火山活動を経験したというものである 。これが事実であれば、このモデルではかつての火山の中心部を含む地域でのみ金属が高度に濃縮されていると予測している。この見解は、最近のレーダー観測の結果によっても裏付けられている。

## 探査

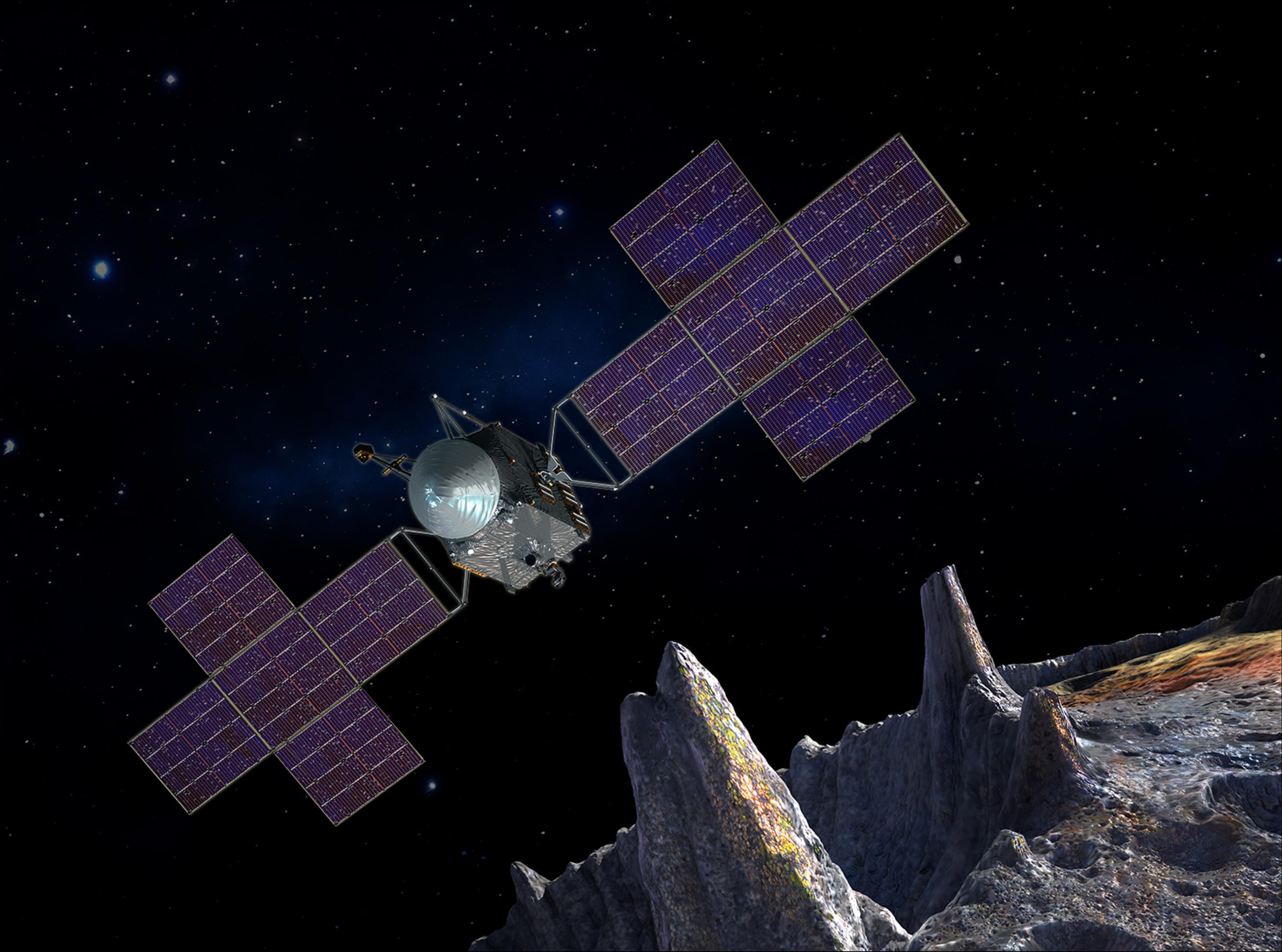
プシケを周回する探査機サイキのコンセプトアート

プシケを訪れた宇宙探査機は現時点で存在しないが、2014年にプシケへの探査ミッションがNASAへ提案された。アリゾナ州立大学の地球宇宙探査学校 (the School for Earth and Space Exploration) の校長を務める Lindy Elkins-Tanton が率いるチームは、サイキ計画のコンセプトを発表した。この研究チームは、プシケがこれまでに発見されている唯一の金属核のような特性を持つ天体であるため、研究対象として貴重であると主張した。
この探査機はプシケの周囲を約20ヶ月間に渡って周回し、プシケの地形や表面の特徴、重力、磁気、その他の特性を研究し、現在の技術に基づいて計画にかかる高いコストと全く新しい技術開発の必要性を避ける取り組みを行う予定である。2015年9月30日、サイキ計画は次期ディスカバリー計画で実施される探査プログラムの最終候補5件のうちの1件に選定された。
サイキ計画は2017年1月4日にNASAによって正式に承認され、当初は2023年10月に打ち上げられ、2024年に地球をスイングバイ、2025年に火星をフライバイした後に、2030年にサイキに到着する予定であった。しかし2017年5月、より効率的な軌道でプシケへ向かうことを目標とするために打ち上げ日が繰り上げられ、2022年に打ち上げ、2023年に火星をスイングバイした上で2026年にプシケに到着する予定になった。しかし、サイキの飛行ソフトウェアに問題があったため、2023年1月にNASAはサイキの打ち上げと運用のスケジュールを当初の予定に戻すと発表した。
2020年2月28日、NASAはスペースX社に対して、ファルコンヘビーロケットでサイキと、二次ミッションの為の2つの小型衛星を打ち上げるための1億1700万アメリカドルの契約を締結したと発表した。サイキは2023年10月13日14時20分（協定世界時）に打ち上げに成功し、2029年にプシケに到着する予定となっている。

## 記号
天文学者らは七曜に属する天体の古い表記と一致する一種の速記記号として、最初に発見された15個の小惑星に対して、それぞれ自身のことを示す記号を作成した。プシケには、その後に発見された他のいくつかの小惑星と同様に特徴的な記号が与えられた。ギリシャ語で蝶は魂の象徴であったため、プシケの記号は蝶の羽の上に星（ または ）を付けたものだった（Psyche にはギリシャ語で「蝶」と「魂」の両方の意味がある）。
しかし、全ての小惑星の記号は、プシケの記号が広く用いられる前に置き換えられることになる。十数個以上の小惑星が発見されるようになると、個々の記号をすべて覚えることが面倒がられるようになり、1851年にドイツの天文学者であったヨハン・フランツ・エンケは、代わりに小惑星番号の数字を丸で囲った記号を使用することを提案し、これに則るとプシケの記号は ⑯ となる。この新しい体系に則って指定された最初の小惑星がプシケであり、アメリカの天文学者であったジェイムズ・ファーガソンが1852年にプシケの観察結果を発表した際に用いられた。